# Structure pyramidale des ligues de football en Bosnie-Herzégovine
La structure pyramidale des ligues de football en Bosnie-Herzégovine désigne le système de classement officiel des ligues et divisions du football de cette nation. Cette structure regroupe trois entités non-indépendantes : la fédération de Bosnie-et-Herzégovine (FBH), la république serbe de Bosnie (RSB) et le district de Brčko.

## Généralités
Les sources permettent d'établir avec certitude la présence et la composition des 4 premières divisions hiérarchiques. La D1  se joue au niveau national et correspond au Championnat de Bosnie-Herzégovine puis à partir des niveaux inférieurs, il existe une stricte séparation géographique entre la FBH et la RSB.

## Structure des championnats
| Niveau | Championnat | Championnat | Championnat | Championnat | Championnat | Championnat | Championnat |
| Organisateur : Fédération de football de Bosnie-Herzégovine                                                           | Organisateur : Fédération de football de Bosnie-Herzégovine | Organisateur : Fédération de football de Bosnie-Herzégovine | Organisateur : Fédération de football de Bosnie-Herzégovine | Organisateur : Fédération de football de Bosnie-Herzégovine | Organisateur : Fédération de football de Bosnie-Herzégovine | Organisateur : Fédération de football de Bosnie-Herzégovine | Organisateur : Fédération de football de Bosnie-Herzégovine |
| --- | --- | --- | --- | --- | --- | --- | --- |
| 1 | Championnat de Bosnie-Herzégovine 10 clubs | Championnat de Bosnie-Herzégovine 10 clubs | Championnat de Bosnie-Herzégovine 10 clubs | Championnat de Bosnie-Herzégovine 10 clubs | Championnat de Bosnie-Herzégovine 10 clubs | Championnat de Bosnie-Herzégovine 10 clubs | Championnat de Bosnie-Herzégovine 10 clubs |
| Organisateurs : Fédérations des entités de la fédération de Bosnie-et-Herzégovine et de la république serbe de Bosnie | | | | | | | |
| 2 | Première ligue de la fédération de Bosnie-Herzégovine 16 clubs | Première ligue de la fédération de Bosnie-Herzégovine 16 clubs | Première ligue de la fédération de Bosnie-Herzégovine 16 clubs | Première ligue de la fédération de Bosnie-Herzégovine 16 clubs | Première ligue de la république serbe de Bosnie 18 clubs | Première ligue de la république serbe de Bosnie 18 clubs | Première ligue de la république serbe de Bosnie 18 clubs |
| 3 | Deuxième division de la FBH - Nord 16 clubs | Deuxième division de la FBH - Centre 16 clubs | Deuxième division de la FBH - Sud 16 clubs | Deuxième division de la FBH - Ouest 16 clubs | Deuxième division de la RSB - Ouest 16 clubs | Deuxième division de la RSB - Centre 16 clubs | Deuxième division de la RSB - Sud 14 clubs |
| Organisateur : Fédérations cantonales, régionales, municipales                                                        | | | | | | | |
| 4 | Fédération de Bosnie-Herzégovine : Ligue du canton de Sarajevo \| Première ligue du canton de Tuzla \| Ligue du canton de Zenica-Doboj \| Ligue du canton de Una-Sana \| Ligue du canton de Herzégovine-Neretva \| Ligue inter-canton Livno-Herzégovine-ouest \| Première ligue du canton de Posavina \| Ligue du canton de Bosnie centrale \| Ligue du canton de Podrinje | Fédération de Bosnie-Herzégovine : Ligue du canton de Sarajevo \| Première ligue du canton de Tuzla \| Ligue du canton de Zenica-Doboj \| Ligue du canton de Una-Sana \| Ligue du canton de Herzégovine-Neretva \| Ligue inter-canton Livno-Herzégovine-ouest \| Première ligue du canton de Posavina \| Ligue du canton de Bosnie centrale \| Ligue du canton de Podrinje | Fédération de Bosnie-Herzégovine : Ligue du canton de Sarajevo \| Première ligue du canton de Tuzla \| Ligue du canton de Zenica-Doboj \| Ligue du canton de Una-Sana \| Ligue du canton de Herzégovine-Neretva \| Ligue inter-canton Livno-Herzégovine-ouest \| Première ligue du canton de Posavina \| Ligue du canton de Bosnie centrale \| Ligue du canton de Podrinje | Fédération de Bosnie-Herzégovine : Ligue du canton de Sarajevo \| Première ligue du canton de Tuzla \| Ligue du canton de Zenica-Doboj \| Ligue du canton de Una-Sana \| Ligue du canton de Herzégovine-Neretva \| Ligue inter-canton Livno-Herzégovine-ouest \| Première ligue du canton de Posavina \| Ligue du canton de Bosnie centrale \| Ligue du canton de Podrinje | République serbe de Bosnie : Ligue régionale de Prijedor \| Ligue régionale de Gradiška \| Ligue régionale de Banja Luka \| Ligue régionale de Doboj \| Ligue régionale de Bijeljina \| Ligue régionale de Istočno Sarajevo | République serbe de Bosnie : Ligue régionale de Prijedor \| Ligue régionale de Gradiška \| Ligue régionale de Banja Luka \| Ligue régionale de Doboj \| Ligue régionale de Bijeljina \| Ligue régionale de Istočno Sarajevo | République serbe de Bosnie : Ligue régionale de Prijedor \| Ligue régionale de Gradiška \| Ligue régionale de Banja Luka \| Ligue régionale de Doboj \| Ligue régionale de Bijeljina \| Ligue régionale de Istočno Sarajevo |
| - | Autres ligues (sources manquantes pour établir le niveau) : Première division du district de Brčko \| Deuxième division du canton de Tuzla-Ouest \| Deuxième division du canton de Tuzla-Nord \| Deuxième division du canton de Tuzla-Sud \| Division intermunicipale de Gradiška \| Division intermunicipale de Banja Luka \| Division intermunicipale de Prijedor \| Division intermunicipale de Doboj \| Division intermunicipale Lukavac/Srebrenik \| Premier championnat municipal de Bijeljina \| Second championnat municipal de Bijeljina \| Division municipale de Prnjavor \| Division municipale d'Ugljevik \| Division municipale de Zavidovići \| Deuxième division du district de Brčko | Autres ligues (sources manquantes pour établir le niveau) : Première division du district de Brčko \| Deuxième division du canton de Tuzla-Ouest \| Deuxième division du canton de Tuzla-Nord \| Deuxième division du canton de Tuzla-Sud \| Division intermunicipale de Gradiška \| Division intermunicipale de Banja Luka \| Division intermunicipale de Prijedor \| Division intermunicipale de Doboj \| Division intermunicipale Lukavac/Srebrenik \| Premier championnat municipal de Bijeljina \| Second championnat municipal de Bijeljina \| Division municipale de Prnjavor \| Division municipale d'Ugljevik \| Division municipale de Zavidovići \| Deuxième division du district de Brčko | Autres ligues (sources manquantes pour établir le niveau) : Première division du district de Brčko \| Deuxième division du canton de Tuzla-Ouest \| Deuxième division du canton de Tuzla-Nord \| Deuxième division du canton de Tuzla-Sud \| Division intermunicipale de Gradiška \| Division intermunicipale de Banja Luka \| Division intermunicipale de Prijedor \| Division intermunicipale de Doboj \| Division intermunicipale Lukavac/Srebrenik \| Premier championnat municipal de Bijeljina \| Second championnat municipal de Bijeljina \| Division municipale de Prnjavor \| Division municipale d'Ugljevik \| Division municipale de Zavidovići \| Deuxième division du district de Brčko | Autres ligues (sources manquantes pour établir le niveau) : Première division du district de Brčko \| Deuxième division du canton de Tuzla-Ouest \| Deuxième division du canton de Tuzla-Nord \| Deuxième division du canton de Tuzla-Sud \| Division intermunicipale de Gradiška \| Division intermunicipale de Banja Luka \| Division intermunicipale de Prijedor \| Division intermunicipale de Doboj \| Division intermunicipale Lukavac/Srebrenik \| Premier championnat municipal de Bijeljina \| Second championnat municipal de Bijeljina \| Division municipale de Prnjavor \| Division municipale d'Ugljevik \| Division municipale de Zavidovići \| Deuxième division du district de Brčko | Autres ligues (sources manquantes pour établir le niveau) : Première division du district de Brčko \| Deuxième division du canton de Tuzla-Ouest \| Deuxième division du canton de Tuzla-Nord \| Deuxième division du canton de Tuzla-Sud \| Division intermunicipale de Gradiška \| Division intermunicipale de Banja Luka \| Division intermunicipale de Prijedor \| Division intermunicipale de Doboj \| Division intermunicipale Lukavac/Srebrenik \| Premier championnat municipal de Bijeljina \| Second championnat municipal de Bijeljina \| Division municipale de Prnjavor \| Division municipale d'Ugljevik \| Division municipale de Zavidovići \| Deuxième division du district de Brčko | Autres ligues (sources manquantes pour établir le niveau) : Première division du district de Brčko \| Deuxième division du canton de Tuzla-Ouest \| Deuxième division du canton de Tuzla-Nord \| Deuxième division du canton de Tuzla-Sud \| Division intermunicipale de Gradiška \| Division intermunicipale de Banja Luka \| Division intermunicipale de Prijedor \| Division intermunicipale de Doboj \| Division intermunicipale Lukavac/Srebrenik \| Premier championnat municipal de Bijeljina \| Second championnat municipal de Bijeljina \| Division municipale de Prnjavor \| Division municipale d'Ugljevik \| Division municipale de Zavidovići \| Deuxième division du district de Brčko | Autres ligues (sources manquantes pour établir le niveau) : Première division du district de Brčko \| Deuxième division du canton de Tuzla-Ouest \| Deuxième division du canton de Tuzla-Nord \| Deuxième division du canton de Tuzla-Sud \| Division intermunicipale de Gradiška \| Division intermunicipale de Banja Luka \| Division intermunicipale de Prijedor \| Division intermunicipale de Doboj \| Division intermunicipale Lukavac/Srebrenik \| Premier championnat municipal de Bijeljina \| Second championnat municipal de Bijeljina \| Division municipale de Prnjavor \| Division municipale d'Ugljevik \| Division municipale de Zavidovići \| Deuxième division du district de Brčko |

## Sources
- (en) Cet article est partiellement ou en totalité issu de l’article de Wikipédia en anglais intitulé « Bosnian football league system » (voir la liste des auteurs).